# 222403 Bethchristie
222403 Bethchristie è un asteroide della fascia principale. Scoperto nel 2001, presenta un'orbita caratterizzata da un semiasse maggiore pari a 3,0808128 UA e da un'eccentricità di 0,1132835, inclinata di 0,68295° rispetto all'eclittica.